# ریدیک: فوریا
ریدیک: فیوریا (انگلیسی: Riddick: Furya) یک فیلم اکشن و علمی تخیلی آمریکایی در حال ساخت به نویسندگی و کارگردانی دیوید تویی با بازی وین دیزل در نقش ریچارد بی. ریدیک است. این چهارمین قسمت از مجموعه فیلم‌های سرگذشت ریدیک و دنباله‌ای بر ریدیک (۲۰۱۳) می‌باشد.

## داستان
ریدیک (دیزل) نهایتاً به زادگاهش بازمی‌گردد؛ جایی‌که به‌سختی آنجا را به یاد می‌آورد و می‌ترسد که نابود شود. ریدیک در این سیاره با فوریاهای دیگری روبه‌رو می‌شود که برای بقا دربرابر هیولای جدیدی مبارزه می‌کنند و برخی از آن‌ها شباهت‌های زیادی به خود ریدیک دارند.

## تولید
فیلمبرداری در ۲۳ اوت ۲۰۲۴ در آلمان، اسپانیا و بریتانیا آغاز شد.